# لويز هومر
لويز هومر (بالإنجليزية: Louise Homer)‏ هي مغنية ومغنية أوبرا وممثلة أمريكية، ولدت في 30 أبريل 1871 في بيتسبرغ في الولايات المتحدة، وتوفيت في 6 مايو 1947 في وينتر بارك، فلوريدا في الولايات المتحدة.

## وصلات خارجية
- لويز هومر على موقع الموسوعة البريطانية (الإنجليزية)
- لويز هومر على موقع ميوزك برينز (الإنجليزية)
- لويز هومر على موقع إن إن دي بي (الإنجليزية)
- لويز هومر على موقع أول ميوزيك (الإنجليزية)
- لويز هومر على موقع ديسكوغز (الإنجليزية)